# افغانستان در المپیک تابستانی ۱۹۶۸
افغانستان در بازی‌های المپیک تابستانی ۱۹۶۸ در مکزیکو سیتی حضور یافت و به رقابت پرداخت.
همه ورزشکاران افغانستان در این مسابقات مردان و در رشته کشتی بودند.

## نتایج با رویداد

### کشتی
مردان آزاد
| ورزشکار         | وزن    | راند ۱                   | راند ۲                    | راند ۳    | راند ۴    | راند ۵    | فینال     | فینال |
| ورزشکار         | وزن    | نتیجه                    | نتیجه                     | نتیجه     | نتیجه     | نتیجه     | نتیجه     | رتبه  |
| --------------- | ------ | ------------------------ | ------------------------- | --------- | --------- | --------- | --------- | ----- |
| احمد دجان       | −57 kg | Sükhbaatar (MGL) · L 1-3 | Talebi (IRI) · L 1-3      | صعود نکرد | صعود نکرد | صعود نکرد | صعود نکرد | ۱۵    |
| محمد ابراهیمی   | −63 kg | Tedeyev (URS) · L 1-3    | Natsagdori (MGL) · D Draw | صعود نکرد | صعود نکرد | صعود نکرد | صعود نکرد | ۱۴    |
| آغادجان دستاگیر | −70 kg | Pająk (POL) · L Fall     | Buzás (HUN) · DQ          | صعود نکرد | صعود نکرد | صعود نکرد | صعود نکرد | ۲۱    |
| قیوم ایوب       | −78 kg | Momeni (IRI) · L 0.5-3.5 | Heinze (GDR) · L DQ       | صعود نکرد | صعود نکرد | صعود نکرد | صعود نکرد | ۱۷    |
| غلام دستاگیر    | −87 kg | Graffigna (ARG) · L 1-3  | Gardzhev (BUL) · L Fall   | صعود نکرد | صعود نکرد | صعود نکرد | صعود نکرد | ۱۹    |